# Hacène Hamoutène
Hacene Hammoutène (ou Hacen hammouténe), né le 1er mars 1920 à Tizi Ouzou en Algérie, est un footballeur et entraîneur français puis algérien. Il fut sélectionné aux JO 1948, sans pourtant jouer un match,,.

## Carrière
En tant que joueur
- MC Alger 1947-1950

En tant qu'entraîneur
- 1948-1949, 1952-1965, 1965-1966 : / JS Kabylie

## Décès
Hacène Hammouténe est mort à Tizi Ouzou le 12 décembre 1993 après une longue maladie.
Il a été enterré dans le cimetière de Tizi Ouzou (Djebana M'Douha) dans l'actuelle wilaya de Tizi Ouzou.